# Hitzeschild

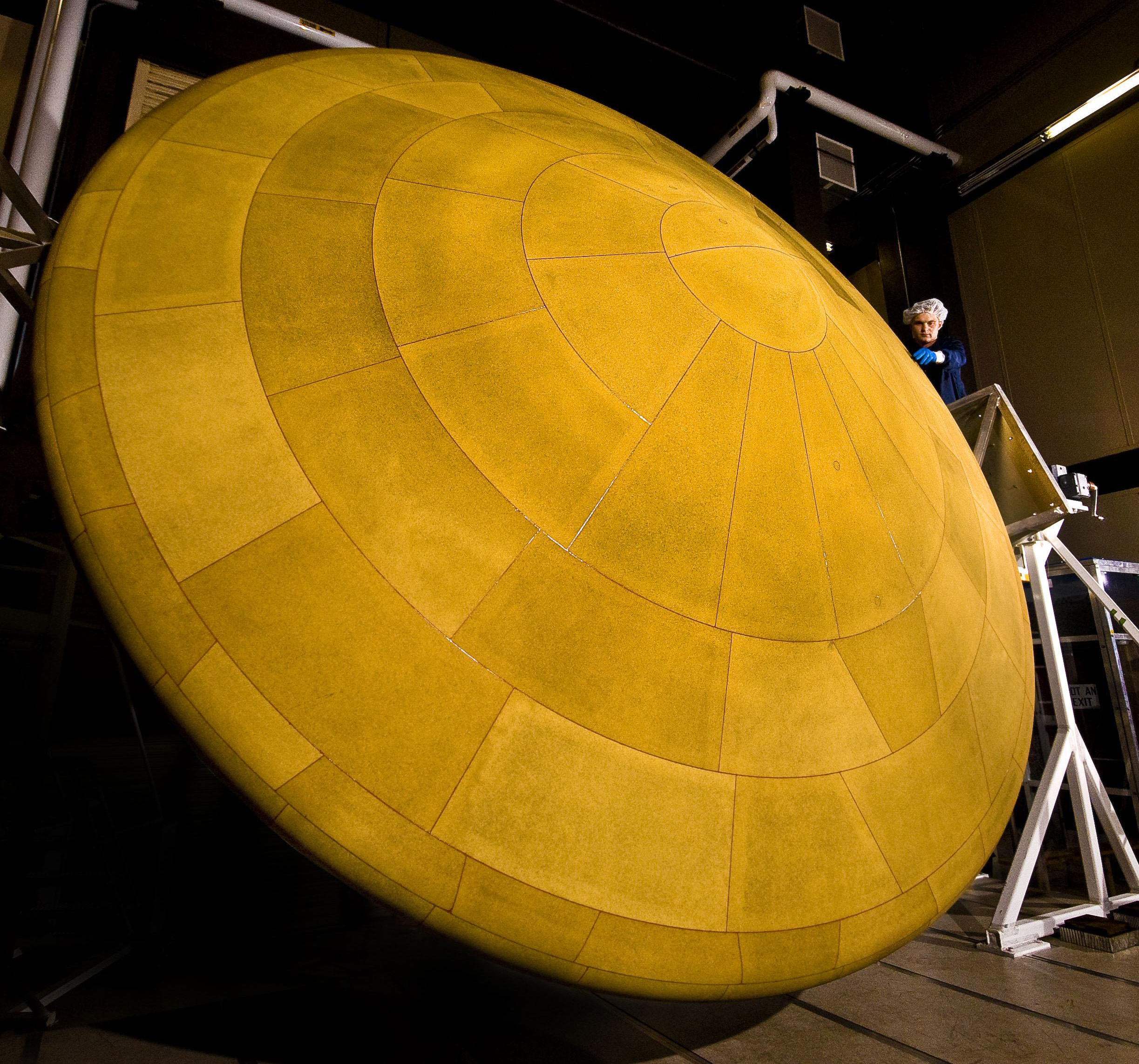
Der abtrennbare Hitzeschild des Mars Science Laboratory; für die Größenrelation beachte man den Arbeiter hinten rechts

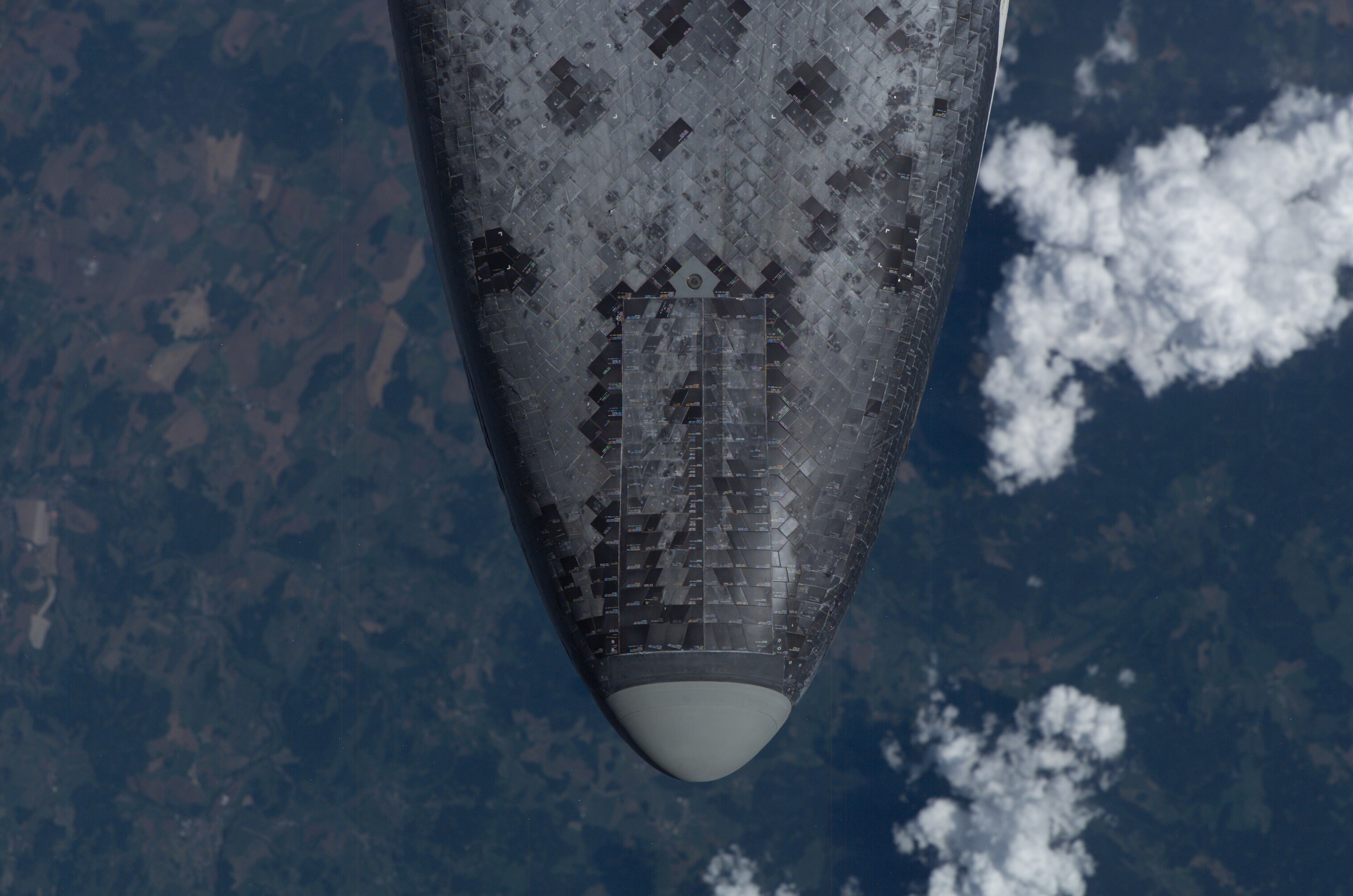
Hitzeschutzkacheln und Nase aus RCC auf der Unterseite der Discovery

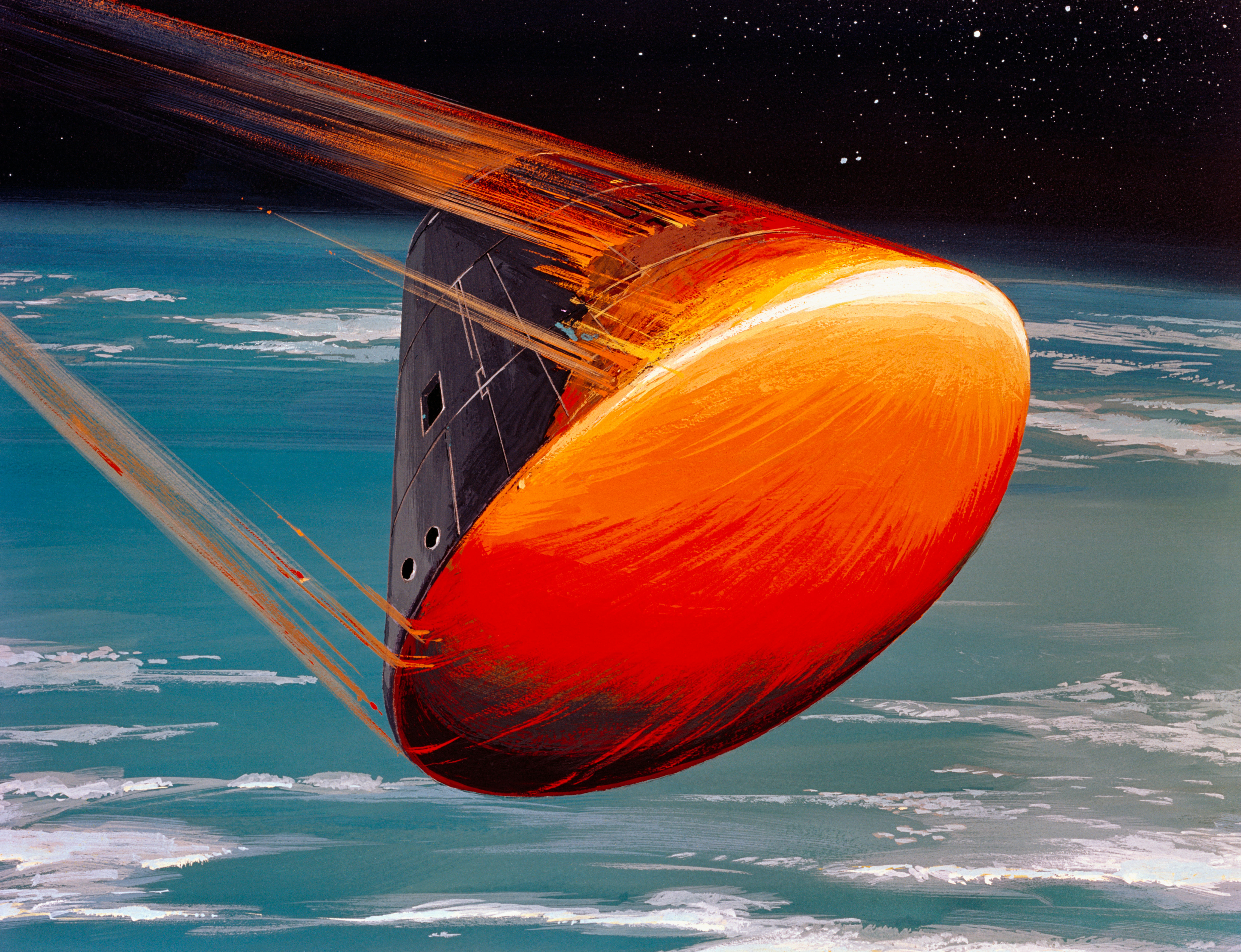
Künstlerische Darstellung des Wiedereintritts einer Apollo-Kapsel mit ablativem Hitzeschild

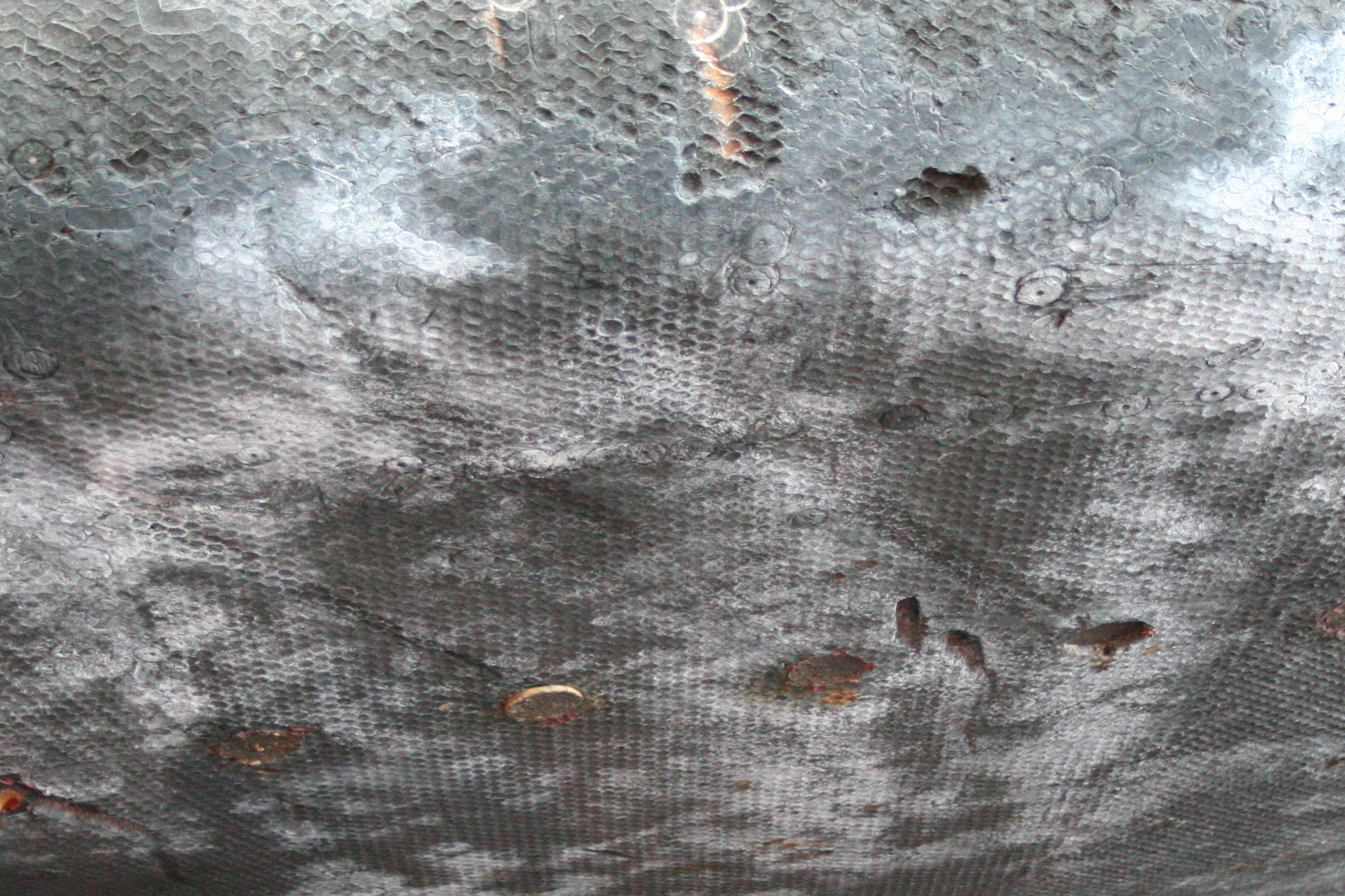
Ablativer Hitzeschild des Kommandomoduls (CM) von Apollo 12 nach dem Wiedereintritt

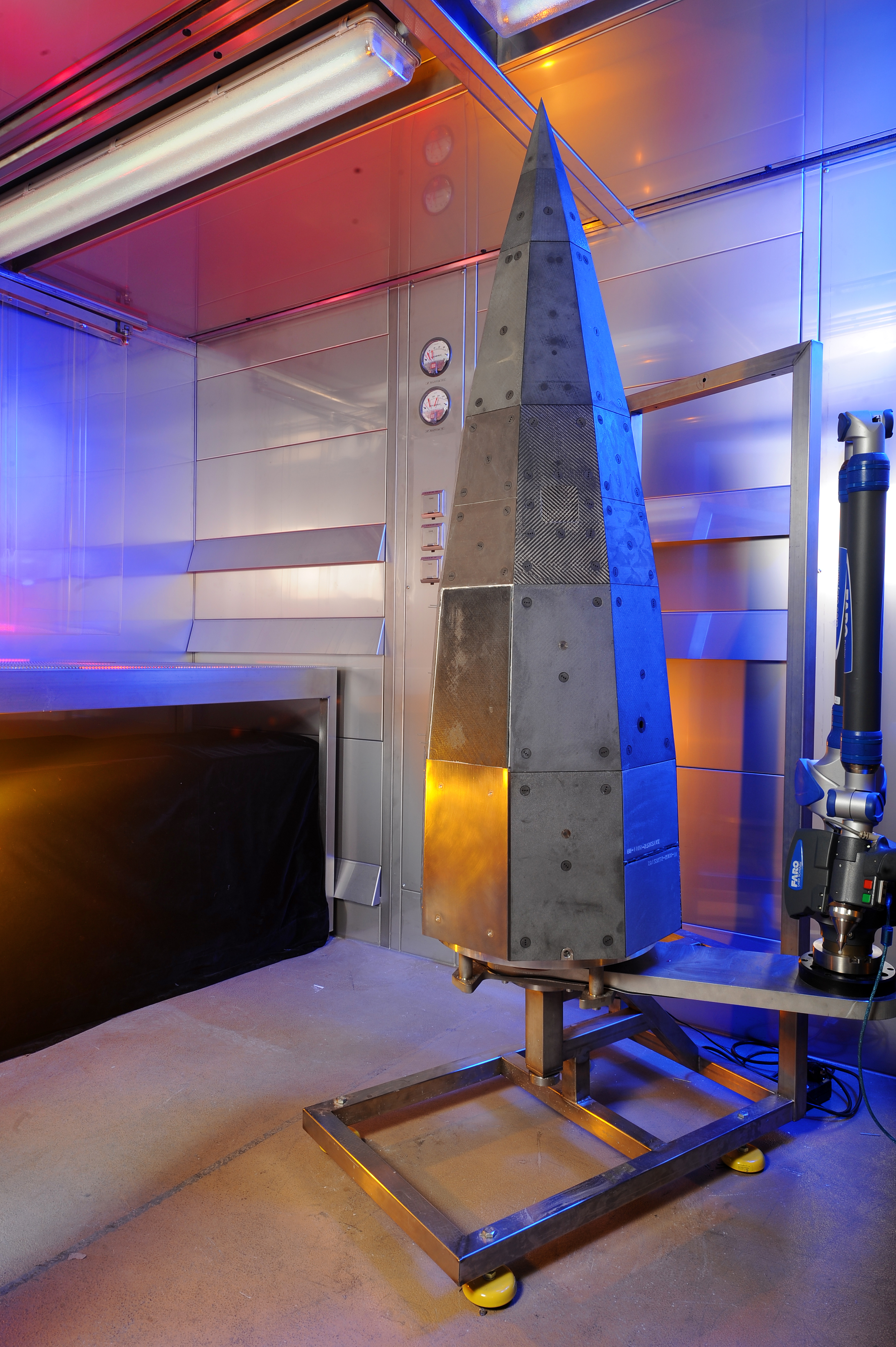
SHEFEX-II-Spitze mit flachen Hitzeschutzkacheln

Der Hitzeschild ist in der Raumfahrt eine Schicht an einem Raumflugkörper, welche diesen vor der entstehenden Hitze beim Eintritt in eine Atmosphäre schützen soll. Die Grundlagenentwicklung fand zu Beginn des Kalten Krieges statt – die nuklearen Sprengsätze sollten den Wiedereintritt überstehen. Sehr stark beschleunigende Raketen wie die US-amerikanische Raketen-Abwehrrakete Sprint und Hyperschallflugkörper benötigen ebenfalls einen Hitzeschild.

## Grundlagen
Beim Atmosphäreneintritt wird der Raumflugkörper durch die umgebende Atmosphäre stark abgebremst. Dabei heizt sich die Atmosphäre in der Schockfront vor dem Fahrzeug durch Kompression sehr stark auf und damit auch das Raumfahrzeug. Zwar wurde in den 1950er-Jahren entdeckt, dass ein stumpfer Körper und die von ihm erzeugte Welle die entstehende Hitze besser ableitet als ein aerodynamisch geformter; dennoch würde ein solches Raumfahrzeug ohne Hitzeschild verglühen. In der Regel sind die Landekapseln bemannter Raumschiffe, Raumfähren und Raumsonden, die auf einem Planeten oder Mond mit dichter Atmosphäre landen, zum Schutz mit einem Hitzeschild ausgestattet.
An das Material des Hitzeschildes werden enorme Anforderungen gestellt, da er Temperaturen bis zu mehreren tausend Grad Celsius aushalten muss. Der Hitzeschild soll einerseits die aus der Schockfront aufgenommene Wärme möglichst wirkungsvoll an die Umgebung abgeben und andererseits durch geringe Wärmeleitfähigkeit das Raumschiff und seine Nutzlast, z. B. Raumfahrer und Geräte, vor der Hitze schützen.
Das ablative Verhalten von Graphit wurde bei der Entwicklung der hitzebeständigen Strahlruder im Triebwerk des Aggregat 4 beobachtet. Deutsche Raketenspezialisten aus Helmut Gröttrups Team schlugen 1948 die Verwendung von imprägniertem Sperrholz mit einer Schichtdicke von 20 mm als Hitzeschild für den Gefechtskopf anstelle von Stahl und Glaswolle (wie beim Aggregat 4) vor, um den Übergang von Wärme zu reduzieren und die Schutzwirkung durch fortdauernde Rußbildung auf der Oberfläche zu verlängern.

## Wiederverwendbare Hitzeschilde
Wiederverwendbare Hitzeschilde wie die Hitzeschutzkacheln der Space Shuttles bestehen meist aus durch Sintern gebundenen, hochporösen Glasfaserwerkstoffen mit einer dichten, spröden, temperaturbeständigen dünnen Deckschicht (Borsilikat).
Besonders beanspruchte Teile des Space-Shuttle-Hitzeschilds, wie die Flügelvorderkante, bestanden aus kohlenstofffaserverstärktem Kohlenstoff (CFC).

## Nicht wiederverwendbare Hitzeschilde
Zu dieser Kategorie gehören die ablativen Hitzeschilde oder auch ablatives TPS (englisch Thermal Protection System). Ablative Hitzeschilde haben zwei Aufgaben: Zum einen sollen sie die Systeme vor den hohen Temperaturen beim Atmosphäreneintritt schützen, zum anderen soll durch das durch die Strömung weggetragene, aufgeschmolzene und verdampfte Material eine Kühlung erreicht werden. Bei dieser Art der (ablativen) Kühlung wird der physikalische Effekt des Phasenübergangs ausgenutzt, bei dem durch den Phasenwechsel des Materials Energie absorbiert wird. Der ablative Hitzeschild wurde zunächst für die Wiedereintrittsköpfe von Interkontinentalraketen entwickelt.
Ablative Hitzeschilde wurden bei Raumflugkörpern wie den amerikanischen Apollo- und werden bei den russischen Sojus-Raumschiffen, bei Landern, bei Hyperschallflugzeugen wie dem X-15 oder aber auch bei Interkontinentalraketen eingesetzt.
Ein solcher Hitzeschild besteht aus Kork- oder Glasfaser-Verbundwerkstoffen und/oder Kunststoffschaum (Polystyrol) auf einer Stützstruktur (meist eine Aluminiumlegierung). Auch gibt es ablative Hitzeschilde, die aus einem schwer schmelz- und verdampfbaren Kunstharz bestehen. Diese Ummantelung pyrolysiert und sublimiert beim Atmosphäreneintritt in das umströmende Plasma. Die mit Ruß beladene Grenzschicht behindert den Strahlungstransport von Wärme aus dem Plasma der Stoßfront zur Oberfläche des Hitzeschildes. Dessen poröse, verkohlte Kruste stellt eine weitere Barriere dar. Zudem wird eindringende Wärme teils durch endotherme Reaktionen (Spaltung chemischer Bindungen, Verdampfung) verbraucht, teils mit dem Gas wieder nach außen transportiert (ablative Kühlung). Wärme, die dennoch durch den Hitzeschild dringt, wird durch das gut wärmeleitende Strukturmaterial so verteilt, dass keine schädlich hohen Temperaturen auftreten.
Bei preiswerten oder kleineren Raketentriebwerken werden Hitzeschilde mit ablativer Kühlung eingesetzt. Dazu wird die innere Oberfläche der Brennkammer bzw. Düse des Triebwerkes mit einer Schicht eines erst bei hohen Temperaturen verdampfenden Materials (z. B. Graphit, Wolfram, Molybdän oder Niob) ausgekleidet. Dieses passive Kühlungsverfahren wurde zum Beispiel beim Merlin-Triebwerk der Falcon-1-Rakete und beim AJ-118 der Delta-II-Oberstufe eingesetzt; beim RS-68 Erststufentriebwerk der Delta IV Heavy und beim RD-58 des Block D/DM der Proton ist es weiterhin im Einsatz.
Den Atmosphäreneintritt mit der bisher größten Belastung musste der ablative Hitzeschild der Atmosphärenkapsel, eine abgeworfene Tochtersonde der Raumsonde Galileo, überstehen, als sie am 7. Dezember 1995 mit ca. 170.000 km/h (47 km/s) in die Jupiteratmosphäre eintrat. Das Gas in der Schockfront erhitzte sich auf 16.000 K (ca. 15.700 °C) und der Hitzeschild musste dabei eine Wärmestromdichte von 43 kW/cm² aushalten. Der Hitzeschild machte deshalb ca. 43 % des Gewichts der Eintauchkapsel aus und verbrannte und verdampfte beim Eintritt in die Jupiteratmosphäre zu ungefähr zwei Dritteln.